# Fredrik Schwenk

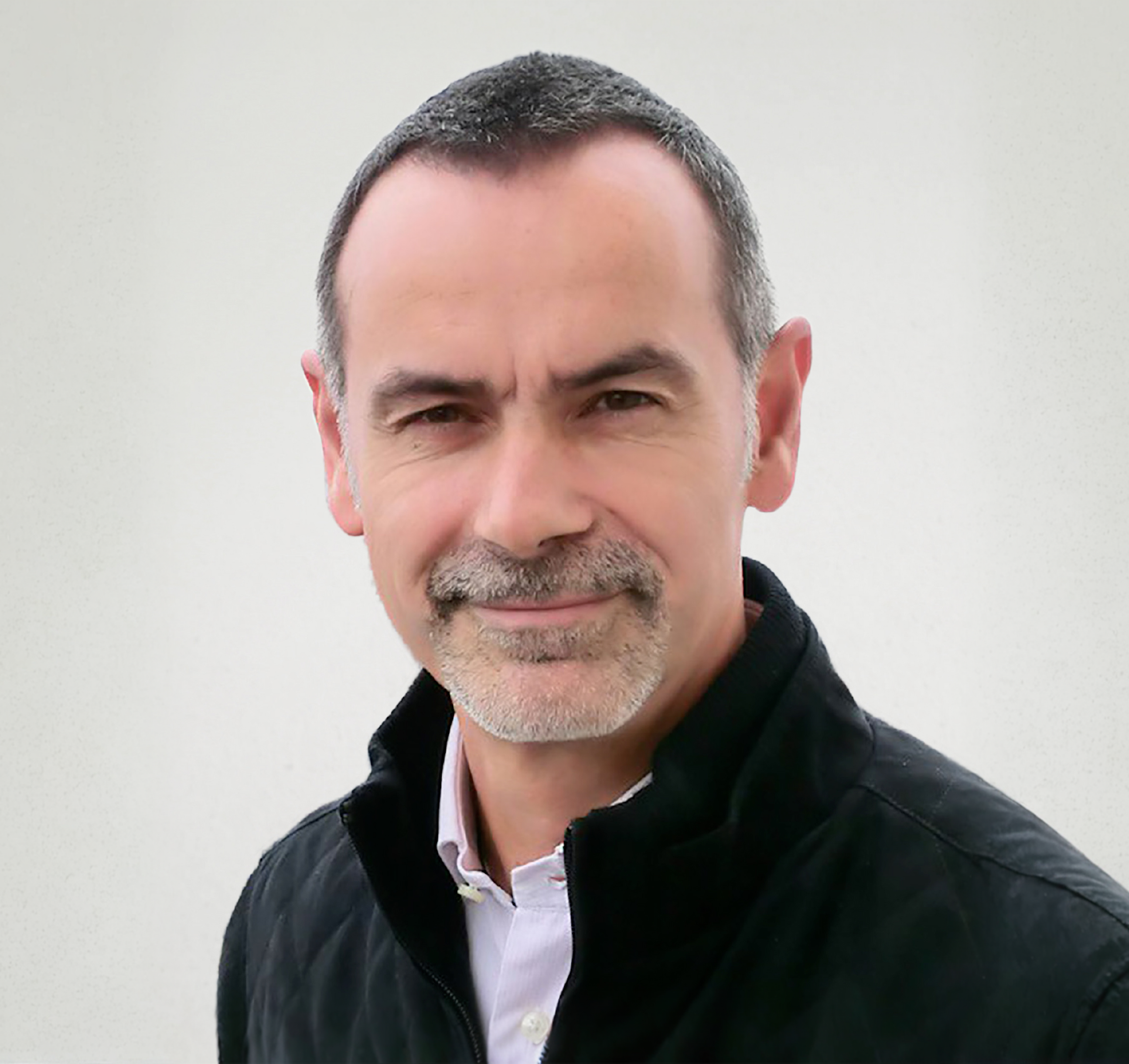
Fredrik Schwenk (2020)

Fredrik Schwenk (* 20. Oktober 1960 in München) ist ein deutscher Komponist und Musikpädagoge. 

## Leben
Fredrik Schwenk absolvierte von 1981 bis 1987 ein Kunstgeschichts- und Theaterwissenschaftsstudium an der Ludwig-Maximilians-Universität sowie ein Kompositionsstudium bei Wilhelm Killmayer an der Hochschule für Musik und Theater München. 1989 erhielt er ein Stipendium für die Cité Internationale des Arts in Paris. Außerdem erhielt er ein Stipendium der Hindemith-Stiftung (Blonay,1990) und ein Kulturförderstipendium der Stadt München (1992).
Von 1991 bis 1993 leitete Schwenk den Opernworkshop und 2005 und 2006 den Hörspielworkshop des Internationalen Festival junger Künstler Bayreuth. Zunächst Mitinitiator und Gründungsmitglied war er von 1992 bis 1999 zusammen mit Moritz Eggert und Sandeep Bhagwati Vorstandsmitglied des A•DEvantgarde e.V. Projekte Neuer Musik.
Nach Lehraufträgen an der Hochschule für Musik und Theater München und der Ludwig-Maximilians-Universität München sowie einer Dozentur an der Hochschule für Musik Nürnberg-Augsburg lehrt er seit 2000 als Professor für Musiktheorie und Komposition an der Hochschule für Musik und Theater Hamburg. Zusammen mit Peter Michael Hamel leitete er das durch die Zeit-Stiftung in Hamburg geförderte Studio 21. Von 2004 bis 2010 war er Studiendekan sämtlicher künstlerischer Studiengänge. Seit 2009 ist er künstlerischer Leiter der Akademie Opus XXI für zeitgenössische Musik. Als Mitinitiator leitet er den durch die EU geförderten internationalen CoPeCo (Contemporary Performance and Composition)-Masterstudiengang für zeitgenössische Musik zwischen den Hochschulen Estnische Musikakademie, Königliche Musikhochschule Stockholm, CNSMD Lyon und Hochschule für Musik und Theater Hamburg. Schwenk ist Vertrauensdozent der Studienstiftung des Deutschen Volkes
Seit 2020 ist Schwenk Vorsitzender des Vorstands der Hamburger Volksbühne. Seit 2023 ist er Vorstandsmitglied beim Festival junger Künstler Bayreuth und wirkt dort seit 2025 zusätzlich als künstlerischer Direktor.
Schwenk erhielt Kompositionsaufträge, unter anderem von der Bayerischen Akademie der Schönen Künste, der Münchener Biennale, der Oper Halle, dem Staatstheater Oldenburg,  der Leibniz-Universität Hannover und dem Theater für Niedersachsen in Hildesheim.

## Auszeichnungen
- 1995: Carl-Orff-Preis für zeitgenössisches Musiktheater (München)[3]
- 1998: Wiener Reinl-Preis[1]

## Werke (Auswahl)

### Musiktheater
- 1985 Das Schlüsselloch, Kammerspiel in einem Akt nach dem Drama von Jean Tardieu, München 1985
- 1990 Der geteilte Edelmann, Figurenspiel nach Motiven des gleichnamigen Romans von Italo Calvino, Münchener Biennale 1991
- 1992–95 Pan in Oslo, Oper in zwei Akten nach Knut Hamsun und Knut Faldbakken, Carl-Orff-Preis 1995
- 2007 gehen gehen gehen, Musiktheater nach Thomas Bernhard, opera silens Hamburg 2008
- 2021 Prometheus Unbound, Oper in einem Akt nach Percy Bysshe Shelley, Festival junger Künstler Bayreuth, Bayreuth 2021[12]
- 2022 Ambleto, Oper in zwei Akten von Francesco Gasparini bearbeitet und neu komponiert von Fredrik Schwenk, Libretto von Fredrik Schwenk nach Apostolo Zeno, Pietro Parati und William Shakespeare, Theater für Niedersachsen Hildesheim 2022[13]

### Geistliche Werke
- 2000 Dies Septimus, Kammeroratorium von Carl Laukvik, Benediktbeuern 2000
- 2007 Confessiones XI, für gemischten Chor nach Augustinus, Hamburg 2007
- 2010 Quadrivium, Passion für 4 Schlagzeuger und Sprecher, Hamburg 2011
- 2017 De Libertate Christiana, Azione ecclesiastica für Sprecher, Orgel und Schlagwerk nach Luthers Thesen gegen die päpstliche Bulle Exsurge Domine, Rügen 2017
- 2018 Missa pro Pacem, Orchesterfassung der Missa für Chor und Orgel von Feliks Nowowiejski, Stettin 2018
- 2020 Clemens Dominus et Iustus, Psalm 114 für Chor, Streichorchester und Schlagzeug, Bayreuth 2023
- 2023 Ut quid, Domine, Decimus Psalmus für Soli, Chor und Orchester, Elbphilharmonie Hamburg 2023

### Lieder
- 1999 Vier Lieder im Volkston, nach Gedichten von Clemens Brentano, Augsburg 1999
- 2003 Lähainen ranta ja kaukainen/Nahes Ufer, fernes Ufer, sieben finnische Lieder nach Viljo Kajava, Zither 7, München 2008
- 2003 Sieben Lieder, nach Gedichten von Meret Oppenheim, Hamburg 2004
- 2004 Agur spricht, aus den Sprüchen Salomons, Hamburg 2004
- 2006 Die blaue Stunde, nach Gedichten von Gottfried Benn, Potsdam 2007
- 2008 Die rote Blume, neun Lieder nach Gedichten Gustav Mahler, mit Christianne Stotijn und Joseph Breinl, Concertgebouw (Amsterdam) 2009
- 2016 Drei Tangos nach Gedichten von Stéphane Mallarmé, mit Gabriele Rossmanith und Mitgliedern des Philharmonischen Staatsorchesters Hamburg, Hamburg 2016
- 2020 Fragmentos del diario a bordo del primer viaje de Cristobal Colon, München 2021

### Orchesterwerke
- 1995 Cape Town Energy, für symphonisches Blasorchester, Euroton-Festival, Wertingen 1997
- 1999 Sinfonische Dichtung „Pro*Epimetheus“, Metamorphosen für großes Orchester. Uraufführung Orchester des Opernhauses Halle, Ltg. Roger Epple, Halle 1999
- 2004 Lichtpunkte gespiegelter Stille, für Zither und Kammerorchester
- 2013 Sturm Stoff Träume, für Violoncello und Orchester, Orchester des Oldenburgischen Staatstheaters, Niklas Schmidt Violoncello, Ltg. Marcus Bosch, Oldenburg 2013[14]
- 2020 Vernal Breeze Even Fire (für Bambusflötenensemble, Schlagwerk und chinesische Instrumente), Chinese Bamboo Flute Orchestra, Peking 2021
- 2024 Five Elements, Concerto für Schlagzeug und Orchester. Shenzhen Symphony Orchestra, Cornelia Monske Schlagzeug, Ltg. Lin Daye, Shenzhen 2024, EAN 4069493130447

### Kammermusik
- 1989 erstes Trio für Violine, Violoncello und Klavier, erstes A*Devantgarde-Festival München 1989, Moritz Eggert, Klavier
- 1990 erstes Streichquartett, rev. 1993, München 1993, Artus-Quartett
- 1993 Folsomstreet für Altflöte und Klopfgeräusche, München 1993
- 1993 Versuch über die wahre Art, C. Ph. E. Bach nachzuempfinden für Tenorhackbrett und Klavier, Schlosskonzerte Leitheim 1994, Rudi Spring, Klavier
- 1994 Landscape for Richard Long für Altzither, Zither 1, München 1995, Georg Glasl
- 1996–2001 Drei Sonatinen für Klavier, Augsburg 1996 (Nr. 3, Rudi Spring) und München 2002 (Nr. 1–3, Andreas Skouras)
- 2006 zweites Streichquartett, Hamburg Mozart-Saal 2006, Auryn Quartett
- 2007 Zweite Suite Arrabalesque, Tangosuite für Diskant- und Basszither, Akkordeon, Kontrabass und Sprecher, Portraitkonzert, Zither 7, München 2008
- 2008 Night Hawks für Bohlen-Pierce-Klarinette und Klarinette, Hamburg 2008, Nora-Louise Müller und Anna Bardeli
- 2011 zweites Trio für Violine, Violoncello und Klavier mit Abgesang für Violoncello solo, München Akademie der Schönen Künste
- 2011 Neue Kinderszenen für Klavier, Schnittke Akademie Hamburg 2012, Ltg. Brenno Ambrosini
- 2018 Drittes Trio für Violine, Violoncello und Klavier, mit dem Johannes-Kreisler-Trio, Roskilde 2018
- 2019 Sechs Bagatellen für Klavier nach den Bagatellen op. 126 von Beethoven, mit Hector Docx, Hamburg 2020

## Schriften (Auswahl)
- Fredrik Schwenk: Werkverzeichnis 1977 bis 1999/2000 (2000). Ein umfassendes Verzeichnis seiner Kompositionen mit Noten und erläuternden Texten. Verlag Vierdreiunddreissig, München[15]
- Die Zither im Werk von Peter Kiesewetter. Allgemeine und analytische Betrachtungen zu „Gil“. In: Franzpeter Messmer (Hrsg.): Peter Kiesewetter (= Komponisten in Bayern, Band 51). Schneider, Tutzing 2009, ISBN 978-3-7952-1275-9, S. 93–109.
- Zwischen Klavierlied und Symphonie-Kantate. In: Hanns-Werner Heister (Hrsg.): Wo die schönen Trompeten blasen. Vokale und instrumentale Semantik im Werk Gustav Mahlers. Weidler Buchverlag, Berlin 2011, ISBN 978-3-89693-554-0, S. 99–113.
- Musikalische Satztechniken. In: Wolfgang Hochstein, Christoph Krummacher (Hrsg.): Geschichte der Kirchenmusik in 4 Bänden. Teil: 4., Die zweite Hälfte des 20. Jahrhunderts und die Herausforderungen der Gegenwart. Laaber Verlag, Laaber 2014, ISBN 978-3-89007-754-3, S. 53–121.
- Die Gayageum zwischen Tradition und Avantgarde[16]. Zwei Koreanerinnen verbinden im Hamburger Projekt "Neon" das traditionelle Zupfinstrument ihrer Heimat mit elektronischer Musik. Gespräch zwischen Fredrik Schwenk, Seonghee Lee und Sun-Min Lee. In: Zither. Magazin des Deutschen Zithermusik-Bundes e.V. 2020, ISSN 2196-4319, S. 36–41.
- Analysieren heißt Interpretieren. Ein Vergleich der beiden Fassungen des Trios H-Dur op. 8 für Pianoforte, Violine und Violoncell(o) von Johannes Brahms als Spiegel autobiographischer Selbstreflexion. In: Brahms-Studien Bd. 19, 2021, ISSN 0341-941X, S. 304–316.
- Fredrik Schwenk: Indexeintrag: Deutsche Biographie. 2025 (deutsche-biographie.de [abgerufen am 15. März 2025]).

## Diskographie
- Hackbrett Hackbrett (ORF; 1996, NYX 1112)
- Landschaften (Cavalli Records; 1999)
- Garten voll Freuden und Traurigkeiten (Cavalli Records; 2000)
- Andreas Skouras, Hammerklavier und Klavier, Werke von Haydn und Schwenk (Cavalli Records; 2005)
- Tango Nuevo. Hommage à Astor Piazzolla. Darauf von Fredrik Schwenk: Arrabalesca. duo arrabal (Ambitus amb 96834)
- zwischen steinen. Werke verschiedener Komponisten. Martin Mallaun, Zither (Extraplatte; 2005)
- Im Fluss. Werke verschiedener Komponisten, Landeszitherorchester Baden-Württemberg, Leitung: Fredrik Schwenk (Landeszitherorchester Baden-Württemberg; 2013)
- Fredrik Schwenk: Unter allen möglichen die beste … Leibniz-Universität Hannover, 2016[17][18]
- Im Turm. Hölderlins späte Jahre. Auf der CD Im Turm. Landeszitherorchester Baden-Württemberg, Leitung: Fredrik Schwenk (Landeszitherorchester Baden-Württemberg; 2020)
- Beyond the Horizon (Genuin classics; 2020)